# Manuel Ezequiel Bruzual
Manuel Ezequiel Bruzual  (n. 1832, Santa Marta Columbia - d. 14 august 1868, Curaçao) a fost un militar și om politic, președintele Venezuelei în perioada 25 aprilie 1868-28 iunie 1868.